# Campeonato Paulista de Futebol de 1954 - Terceira Divisão
O Campeonato Paulista de Futebol de 1954 - Terceira Divisão foi a primeira edição desta divisão, organizada pela Federação Paulista de Futebol e equivaleu ao terceiro nível do futebol do estado.

## Participantes[1]
| - Amparo (Amparo) - AA Avareense (Avaré) - Botucatuense (Botucatu) - Ceteiense (Taubaté) - Duartina (Duartina) - Esportiva (Guaratinguetá) - Ferroviária (Botucatu) - Ferroviária (Assis) - Ferroviária (Pindamonhangaba) - Floresta (Amparo) - Gran São João (Limeira) - Guarani Saltense (Salto) - Itapirense (Itapira) - CA Ituano (Itu) - Mogi Mirim (Mogi Mirim) - Oeste (Itápolis) | - Operário (Ourinhos) - Operário (Palmital) - Pirajuí (Pirajuí) - Portofelicense (Porto Feliz) - Primavera (Indaiatuba) - Rafard (Rafard) - Rigesa (Valinhos) - Rio Claro (Rio Claro) - Saltense (Salto) - São Bernardo (São Bernardo do Campo) - São Paulo (Avaré) - Sãomanoelense (São Manoel) - Santacruzense (Santa Cruz do Rio Pardo) - Taquaritinga (Taquaritinga) - Valinhense (Valinhos) - Velo Clube (Rio Claro) |

## Finais
| 26 de setembro de 1954 | Atlético Ituano | 0–0 | Velo Clube | Estádio Álvaro de Souza Lima, Itu |
|                        |                 |     |            |                                   |

| 10 de outubro de 1954 | Velo Clube | ?–? | Atlético Ituano | Estádio Municipal, Rio Claro |
|                       |            |     |                 |                              |

| 17 de outubro de 1954 | Atlético Ituano                 | 4–2       | Velo Clube            | Estádio Moisés Lucarelli, Campinas |
|                       | Fortaleza , · Carneiro · Mickel | Relatório | Valdemar · Petronilho |                                    |

## Premiação
| Campeonato Paulista de 1954 - Terceira Divisão |
| ---------------------------------------------- |
| Atlético Ituano Campeão (1º título)            |